# تيم شو (لاعب كرة قدم أمريكية)
تيم شو (بالإنجليزية: Tim Shaw)‏ هو لاعب كرة قدم أمريكية أمريكي، ولد في 27 مارس 1984 في إكزتر في المملكة المتحدة.

## وصلات خارجية
- تيم شو على موقع مرجع كرة القدم المحترفة.كوم (الإنجليزية)